# Giampaolo Menichelli
Giampaolo Menichelli (Roma, Provincia de Roma, Italia, 29 de junio de 1938) es un exfutbolista italiano. Se desempeñaba en la posición de centrocampista.

## Selección nacional
Fue internacional con la selección de fútbol de Italia en 9 ocasiones y marcó 1 gol. Debutó el 5 de mayo de 1962, en un encuentro ante la selección de Francia que finalizó con marcador de 2-1 a favor de los italianos.

## Clubes
| Club                  | País   | Año         |
| --------------------- | ------ | ----------- |
| A. S. Roma            | Italia | 1957 - 1958 |
| Sambenedettese Calcio | Italia | 1958 - 1959 |
| Parma F. C.           | Italia | 1959 - 1960 |
| A. S. Roma            | Italia | 1960 - 1963 |
| Juventus F. C.        | Italia | 1963 - 1969 |
| Brescia Calcio        | Italia | 1969 - 1970 |
| Cagliari Calcio       | Italia | 1970 - 1971 |

## Palmarés

### Campeonatos nacionales
| Título      | Club           | País   | Año     |
| ----------- | -------------- | ------ | ------- |
| Copa Italia | Juventus F. C. | Italia | 1964-65 |
| Serie A     | Juventus F. C. | Italia | 1966-67 |

### Campeonatos internacionales
| Título         | Club       | País   | Año     |
| -------------- | ---------- | ------ | ------- |
| Copa de Ferias | A. S. Roma | Italia | 1960-61 |

### Distinciones individuales
| Distinción                 | Año     |
| -------------------------- | ------- |
| Goleador de la Copa Italia | 1964-65 |